# بلدية غاركالن
بلدية غاركالن هي بلدية في لاتفيا، بلغ عدد سكانها 8٬121  نسمة، في 2017، عاصمتها Garkalne ‏.

## الموقع
تشترك في الحدود مع:
- ريغا
- بلدية إنكوكالنز
- بلدية روباجي
- بلدية آداجي
- بلدية كارنيكافا
- بلدية ستوبيني.